# 叉齒擬長頜魚
叉齒擬長頜魚，為輻鰭魚綱骨舌魚目象鼻魚科的其中一種。分布於非洲剛果河中游流域，體長可達31.5公分。